# Гузд (Луківський повіт)
Гузд (пол. Gózd) — село в Польщі, у гміні Станін Луківського повіту Люблінського воєводства.
Населення — 470 осіб (2011).
У 1975-1998 роках село належало до Седлецького воєводства.

## Демографія
Демографічна структура станом на 31 березня 2011 року:
|          | Загалом | Допрацездатний вік | Працездатний вік | Постпрацездатний вік |
| -------- | ------- | ------------------ | ---------------- | -------------------- |
| Чоловіки | 235     | 54                 | 148              | 33                   |
| Жінки    | 235     | 56                 | 120              | 59                   |
| Разом    | 470     | 110                | 268              | 92                   |